# Clambus gibbulus
Clambus gibbulus är en skalbaggsart som först beskrevs av Leconte 1850.  Clambus gibbulus ingår i släktet Clambus och familjen dvärgkulbaggar. Arten är reproducerande i Sverige. Inga underarter finns listade i Catalogue of Life.